# UFC Fight Night: Henderson vs. Masvidal
UFC Fight Night: Henderson vs. Masvidal (también conocido como UFC Fight Night 79) fue un evento de artes marciales mixtas celebrado por Ultimate Fighting Championship el 28 de noviembre de 2015 en el Olympic Gymnastics Arena, en Seúl, Corea del Sur.

## Historia
Este fue el primer evento que la UFC ha celebrado en Corea del Sur.
El evento estelar tenía previsto enfrentar al excampeón de peso ligero de WEC y UFC Benson Henderson frente a Thiago Alves. Sin embargo, el 14 de noviembre, Alves se rompió una costilla y fue reemplazado por Jorge Masvidal, quien era oponente de Dong-hyun Kim en el evento. A su vez, Masvidal sería reemplazado por Dominic Waters frente a Kim.

## Premios extra
Cada peleador recibió un bono de $50,000.
- Pelea de la Noche: Seo-hee Ham vs. Cortney Casey
- Actuación de la Noche: Doo-ho Choi y Dominique Steele